# Luisa Laschi
Luisa Laschi (Firenze, 1760 circa – 1790 circa) è stata un soprano italiano di spicco nei teatri lirici di Austria e Italia.

## Biografia
Tra i numerosi ruoli che creò, nella sua breve ma intensa carriera, quello della contessa Almaviva ne Le nozze di Figaro di Mozart, Aspasia in Axur, Re d'Ormus di Salieri e Isabella in Una cosa rara di Martín y Soler. La Laschi fu la prima moglie del tenore Domenico Mombelli da cui ebbe due figli, entrambi morti nell'infanzia.